# Ipelates
Ipelates es un género de escarabajos carroñeros primitivos pertenecientes a la familia Agyrtidae. Miden entre 4 a 7 milímetros (0,2 a 0,3 plg) y son de color amarillento a marrón rojizo. Poco se sabe de los hábitos de vida de estas especies. Existen al menos cuatro especies descritas en el género Ipelates:
- Ipelates kerneggeri Perkovsky, 2005
- Ipelates latissimus (Reitter, 1884)
- Ipelates latus (Mannerheim, 1852)
- Ipelates weitshati Perkovsky, 2007